# Chicomecoatl
Chicomecoatl (nom nahuatl signifiant « sept serpents ») est la déesse de la nourriture, de la fertilité et du maïs dans la mythologie aztèque. Chaque mois de septembre, Chicomecoatl recevait le sacrifice d'une jeune fille que l'on décapitait. Le sang répandu lors du sacrifice était versé sur une statue de la déesse, et la peau de la victime était portée par un prêtre.

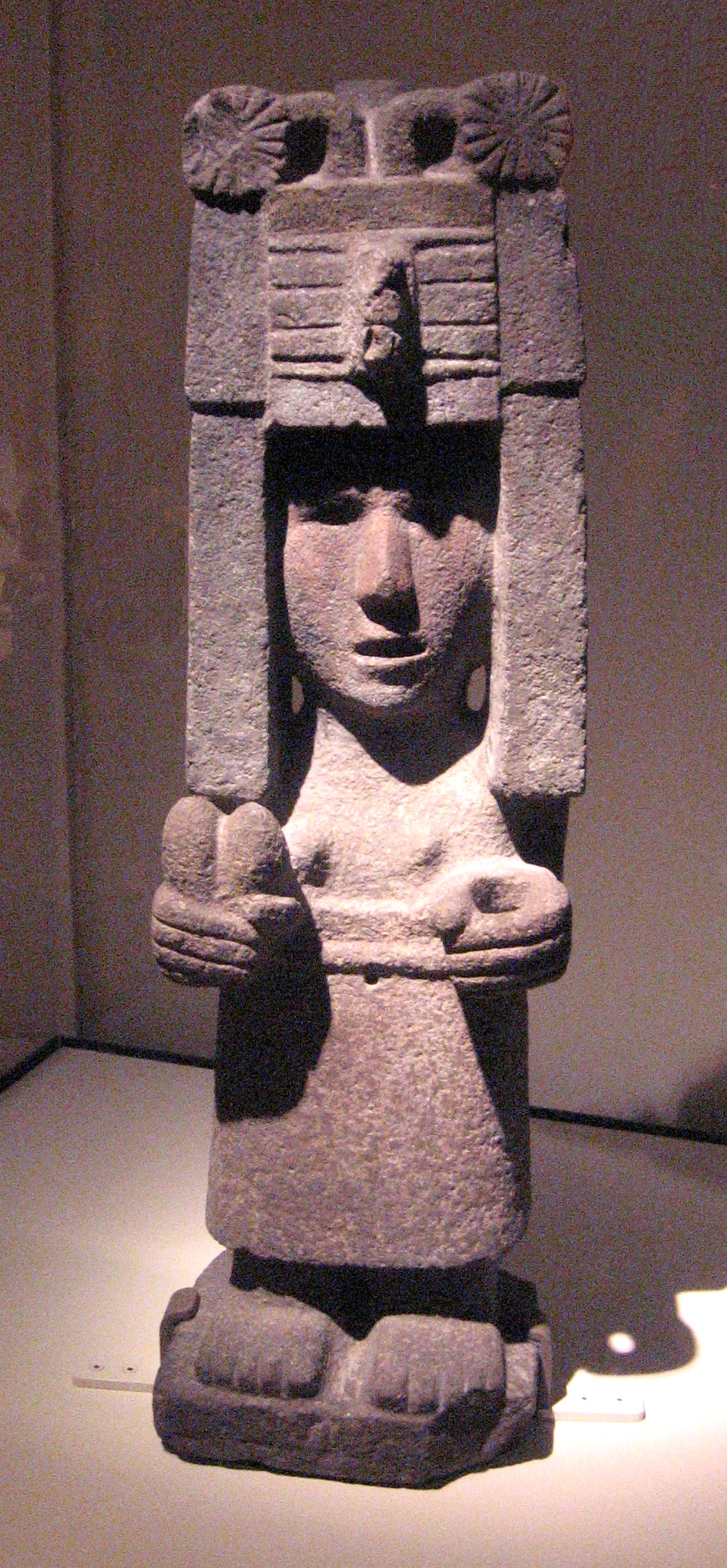
Sculpture en pierre de Chicomecoatl, déesse aztèque du maïs.

## Représentation
Chicomecoatl était représentée sous trois aspects différents :
- une jeune fille portant des fleurs ;
- une femme qui apporte la mort lorsqu'elle embrasse ;
- une mère qui utilise le soleil comme bouclier.

## Hommage

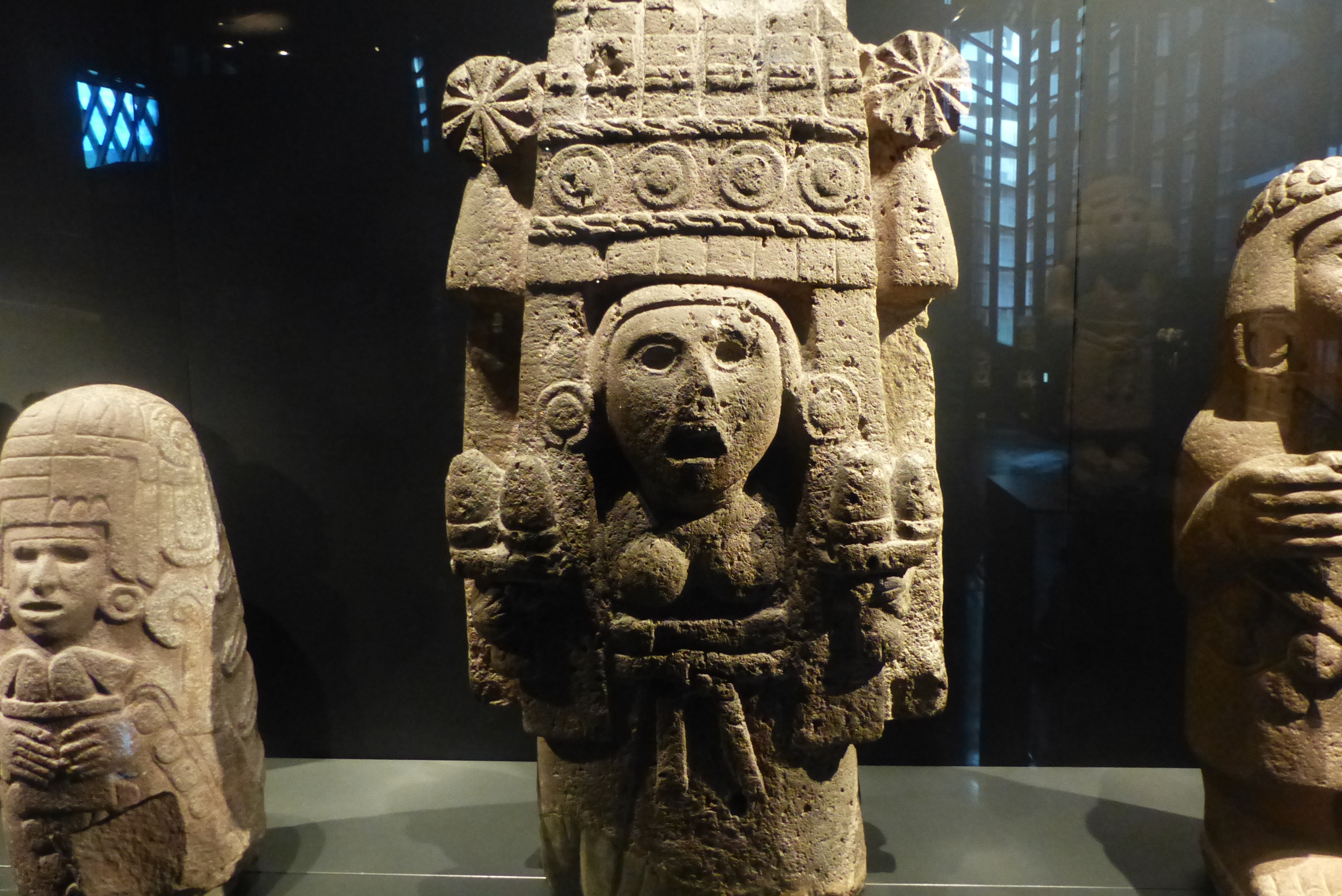
Statue en pierre représentant Chicomecoatl. Elle tient deux épis de maïs dans ses mains.

Chicomecoatl est une des 1 038 femmes représentées dans l'œuvre contemporaine de Judy Chicago, The Dinner Party, aujourd'hui exposée au Brooklyn Museum. Cette œuvre se présente sous la forme d'une table triangulaire de 39 convives (13 par côté). Chaque convive étant une femme, figure historique ou mythique. Les noms des 999 autres femmes figurent sur le socle de l'œuvre. Le nom de Chicomecoatl figure sur le socle, elle y est associée à la déesse serpent, cinquième convive de l'aile I de la table.